# Centrolene puyoense
A Centrolene puyoense (Centrolene pipilatum)  a kétéltűek (Amphibia) osztályába, a békák (Anura) rendjébe, ezen belül az üvegbékafélék (Centrolenidae) családjának Centrolene nemébe tartozó faj.

## Előfordulása
Ecuador szubtropikus, örökzöld hegylábi erdeiben él, 400–1000 méter tengerszint feletti magasságon, itt endemikus. Négy település körzetéből írták le, két elkülönülő élőhelyről. A fajt élőhelyének megfogyatkozása veszélyezteti, az összes terület, ahol még fenn tud maradni, körülbelül 3700 km².